# Olej z ogórecznika lekarskiego

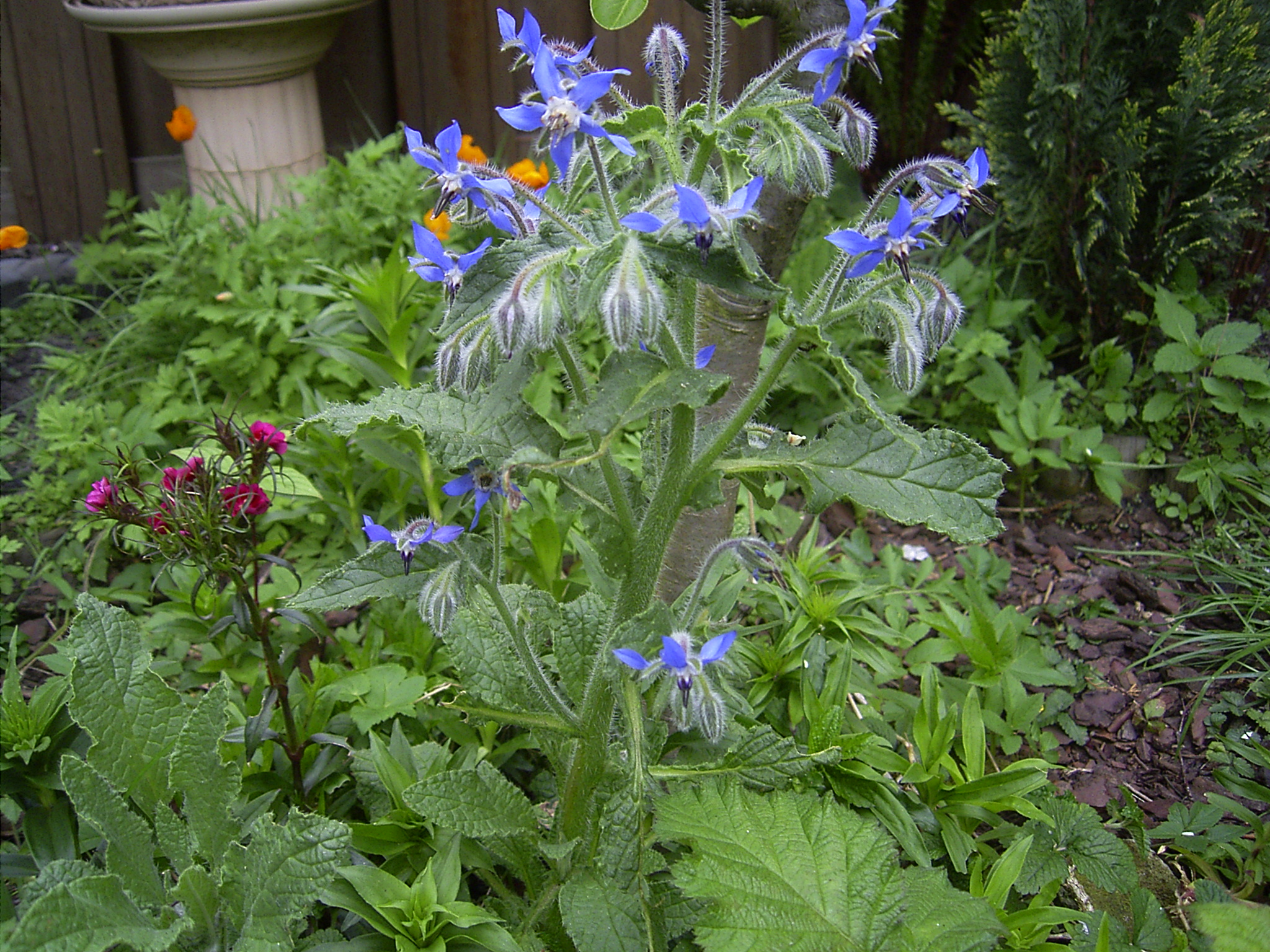
Ogórecznik lekarski

Olej z ogórecznika lekarskiego (Oleum Boraginis) – olej roślinny o lekko żółtawym zabarwieniu z nasion ogórecznika lekarskiego (Borago officinalis).
| Pochodzenie:                 | Europa |
| Skład:                       | zawiera ok. 18-25% kwasu gammalinolenowego (GLA), bogaty we flawonoidy (kwercetynę, izoramnetynę, kemferol), garbniki, śluz, kwasy organiczne (askorbinowy, jabłkowy, cytrynowy), sole mineralne, saponiny. |
| Kategoria:                   | olej schnący |
| Ważność:                     | po otworzeniu 10-12 tygodni |
| Wytrzymałość na temperatury: | nie ogrzewać |
| Zastosowanie                 | Stosowany w przemyśle kosmetycznym. Mimo iż jest to olej schnący, polecany jest (ze względu na swoje właściwości) skórze bardzo suchej, popękanej, wrażliwej i łuszczącej się, stosowany także przy neurodermitis, w kremach przeciwzmarszczkowych. Olej ten reguluje wilgotność skóry, regeneruje ją, łagodzi swędzenie. |